# 大坑舞火龍

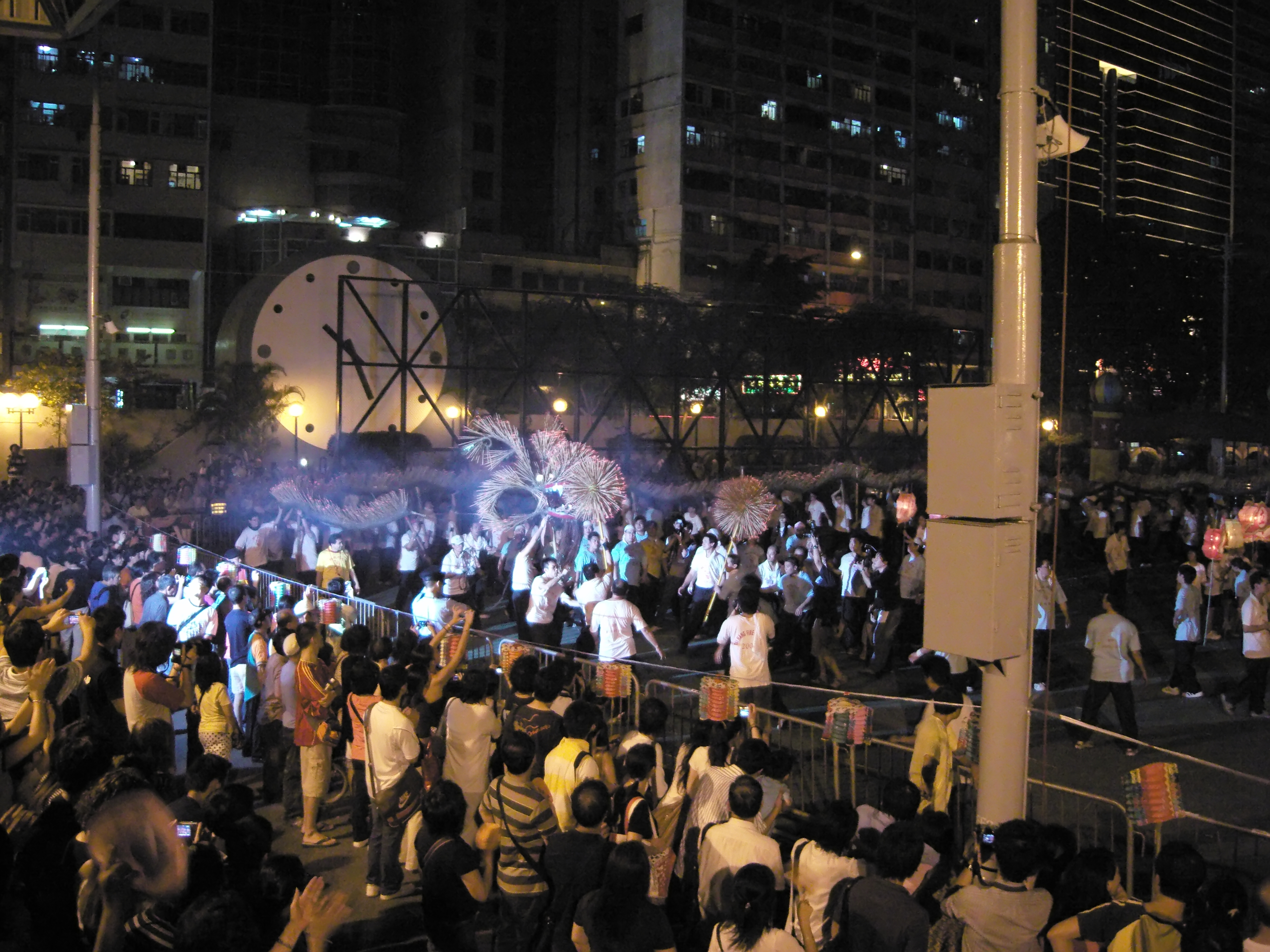
在灣仔修頓球場舉行的大坑舞火龍表演

大坑舞火龍是香港大坑的傳統舞火龍習俗，最早於19世紀末出現，實際上由何時開始則無從稽考。2011年5月23日，大坑舞火龍被列入第三批中國國家級非物質文化遺產名錄。2017年，列入香港非物質文化遺產代表作名錄。2019年，獲國家文化和旅遊部列入國家級非遺代表性項目優秀保護實踐案例，肯定香港對大坑舞火龍的保護和宣傳工作。

## 歷史
據說於光緒六年中秋節（1880年9月19日、星期日）前夕的一晚，颱風吹襲大坑村，有一條蟒蛇吞食村裏家畜，被村民合力打死於破屋內。翌日，颱風過後，大蟒蛇屍體失蹤，後來大坑村發生瘟疫，多名村民病亡。
當時有村中父老表示獲菩薩報夢，於中秋佳節舞火龍繞村遊行，同時燃燒炮竹，便可驅瘟疫矣。由於炮竹內含硫磺白藥，加上香火便可驅瘟疫。村民發現此古方奏效大喜，自始每年紮製火龍巡行全村。
第17任香港總督金文泰曾就舞火龍向大坑居民頒發獎狀。1942年至1944年，香港日佔時期期間，舞火龍曾停辦三年。2020年至2022年，因受2019冠狀病毒病香港疫情影響，舞火龍亦曾停辦三年。2022年6月11日，位於書館街12號的大坑火龍文化館開幕。

## 過程
火龍晚上6時許在大坑蓮花宮點睛開光，至7時許，再於安庶庇街插香後起龍，先到浣紗街對嘉賓作致敬禮，多數會打龍餅（喜結龍團），之後會按傳統遊街（火龍會在大坑的街道上舞動），途徑浣紗街、新村街、施弼街、京街、書館街等，遊街完畢回到浣紗街拔香，將火龍身上燒剩的香派送給市民和遊客，重新插香後，會在浣紗街表演至10點左右。整個儀式可分為「火龍過橋」、「火龍纏雙柱」、「綵燈火龍結團圓」三部份。自2010年起，火龍更在中秋正日約晚上10時舞至鄰近維多利亞公園中秋綵燈會。
從前，節日完畢後，習慣把火龍拋下銅鑼灣避風塘的海底，以示「龍歸滄海」，但近年為免污染海水，於深夜用貨車送到焚化爐去，變作「飛龍在天」。

## 特色
火龍的製作講究。龍身全長220呎（67米），分成32節，先以粗麻繩紮成龍骨，再用稻草紮成（現改用珍珠草）龍身。龍頭由藤條屈曲為骨架；龍牙以鋸齒的鐵片造成；雙眼是手電筒；舌頭是漆紅的木片。帶引舞龍的珠球是個插滿線香的沙田柚，一共兩個。
舞龍時，全條龍身都插上火紅的長壽香，在夜間舞動，呈現點點星火。舞龍健兒不論是否大坑居民均可參與。
2024年9月16日，首次引入長20米，擁一萬顆LED燈的LED小火龍，小火龍約重10至20公斤，由100個小健兒合力舞動。

## 文化館
大坑火龍文化館位於書館街12號，在2022年6月11日開幕，免費開放予公眾人士參觀，並設有講解導賞團（需在文化館官網內報名預約）。
文化館樓高三層，原址前身是晚清時期創立的「孔聖義學」，建於1909年，香港日佔時期被毁；香港重光後大坑居民捐款原址重建，現建築1949年11月20日建成，期間一直用作教育用途。至2010年空置，同年12月經古物諮詢委員會評為三級歷史建築，2015年6月16日獲發展局批准成為第四期「活化歷史建築伙伴計劃」，成為由政府出資復修、大坑坊眾福利會營運之大坑火龍文化館，活化工程由2019年11月開始，2021年6月完工。

## 外部連結
- 大坑火龍文化館官網
- 活化歷史建築伙伴計劃：書館街12號歷史簡介
- 主辦方大坑坊眾福利會開設之大坑舞火龍介紹網頁
- 香港旅遊發展局大坑舞火龍介紹網頁

#### 關連新聞
- 探射燈：大坑火龍夢想飛向國際（页面存档备份，存于），東方日報，2010年9月17日。
- 大坑舞火龍 開班續傳統[永久]，明報，2011年9月8日。
- 微型舞火龍重現龍溪臺 設計師憑回憶舊照 「重建」大坑地標 明報 2013年3月27日